# 제1비행사단
제1비행사단(일본어: 第1飛行師団 다이이치히코시단[*])는 일본 제국 육군의 항공사단이다. 통칭호는 "鏑 카푸라[*]1045(6?)".

## 역사
1938년 6월에 일본 열도 내지의 항공방위를 맡을 부대로서 도쿄에서 제1비행집단으로 창설되었다. 이후 사령부가 기후로 건너가 1942년 4월 15일까지 있었다.
1943년 1월 16일, 부대는 가카미가하라에서 제1비행사단으로서 재창설되었고, 1944년에 홋카이도 건너가 제5방면군으로 전속하고 홋카이도를 중심으로 지시마 열도의 공역방위를 맡았다. 사령부는 오비히로, 종전 당시 삿포로에 있었다.

## 지휘부

### 사령관
| # | 계급 | 성명            | 취임일          | 이임일          | 비고 |
| - | ---- | --------------- | --------------- | --------------- | ---- |
| 1 | 중장 | 마키노 마사쓰구 | 1938년 6월 1일  |                 |      |
| 2 | 중장 | 마스노 슈만     | 1939년 8월 1일  |                 |      |
| 3 | 중장 | 스가와라 미치오 | 1940년 8월 1일  |                 |      |
| 4 | 중장 | 아베 사다       | 1941년 9월 15일 | 1942년 4월 15일 |      |

| # | 계급 | 성명            | 취임일          | 이임일 | 비고 |
| - | ---- | --------------- | --------------- | ------ | ---- |
| 1 | 중장 | 하라다 우이치로 | 1943년 1월 11일 |        |      |
| 2 | 중장 | 사토 마사이치   | 1945년 6월 1일  | 종전   |      |

### 참모장
| # | 계급        | 성명            | 취임일         | 이임일         | 비고  |
| - | ----------- | --------------- | -------------- | -------------- | ----- |
| 1 | 항공병 대좌 | 나카히라 모토료 | 1938년6월 1일  |                | [ 1 ] |
| 2 | 항공병 대좌 | 쓰카다 리키치   | 1939년12월 1일 | 1942년 4월 1일 | [ 2 ] |

| # | 계급 | 성명          | 취임일          | 이임일         | 비고  |
| - | ---- | ------------- | --------------- | -------------- | ----- |
|   | 대좌 | 고모리타 신겐 | 1943년 2월 25일 | 1943년12월 3일 | [ 3 ] |
|   | 대좌 | 나리타 미쓰구 | 1943년12월 3일  | 종전           | [ 4 ] |

## 부대

### 제1비행집단
| 전투부대 - 제17비행단 - 비행 제5전대 (전투) - 비행 제144전대 (전투) - 독립비행 제101중대 (정찰) - 제14항공통신대 - 비행 제2전대 (정찰) | 교도부대 - 제101교육비행단 - 제101교육비행연대 (전투) - 제102교육비행연대 (중(重)폭) - 제4항공교육대 - 가시와 - 제6항공교육대 - 하라노마치 - 제11항공교육대 - 미토 - 제12항공교육대 - 마스다 - 제102교육비행단 - 비행 제3전대 (정찰, 경폭) - 제105교육비행전대 (중(重)폭) - 제1항공교육대 - 가카와하라 - 제2항공교육대 - 가코가와 - 제7항공교육대 - 하마마쓰 - 제8항공교육대 - 요카이치 - 제103교육비행단 - 비행 제4전대 (전투, 정찰) - 제106교육비행전대 (전투) - 제107교육비행전대 (경폭) - 제3항공교육대(隈府) - 제5항공교육대 - 다치아라이 - 제9항공교육대 - 뉴타바루 - 제8항공교육대 - 요카이치 | 육군병원 - 가카와하라 육군병원 - 요카이치 육군병원 - 가코가와 제1육군병원 - 다치아라이 육군병원 - 기쿠치 육군병원 - 뉴타바루 육군병원 - 하치오헤 육군병원 - 센다이 제2육군병원 - 자이 육군병원 |

### 제1비행사단
| 전투부대 - 제20비행단 - 비행 제54전대 (전투) - 비행 제32전대 (습격) - 제38독립비행대 | 비행장부대 - 제38항공지구사령부 - 제55비행장대대 - 제77비행장대대 - 제83비행장대대 - 제39항공지구사령부 - 제49비행장대대 - 제63비행장대대 - 제80비행장대대 - 제52항공지구사령부 - 제1비행장대대 - 제2비행장대대 - 제73비행장대대 - 제178비행장대대 - 제12야전비행장설영대 - 제21야전비행장설영대 | 통신부대 - 제10항공통신연대 - 제6항공특종통신대 - 제20항공정보대 - 제11대공무선대 - 제12대공무선대 - 제1항공고정통신대 - 제20항공측량대 군수(정비, 보급)부대 - 제119독립정비대 - 제139독립정비대 - 제150독립정비대 - 제6야전항공수리창 - 제6야전항공보급창 - 제11야전기상대 |

## 계보
- 1938년 6월, 第1飛行集団 →제1비행집단
- 1943년 1월 16일, 第1飛行師団 →제1비행사단

## 참고 자료
- 秦郁彦 (2005). 《日本陸海軍総合事典》 (일본어) 2판. 東京大学出版会.
- 外山操 (1981). 《陸海軍将官人事総覧 陸軍篇》 (일본어). 芙蓉書房.
- 外山操 (1987).  森松俊夫, 편집. 《帝国陸軍編制総覧》 (일본어). 芙蓉書房.
- 木俣滋郎 (987). 《陸軍航空隊全史》. 航空戦史シリーズ90 (일본어). 朝日ソノラマ.
- 《太平洋戦争師団戦史》. 別冊歴史読本 戦記シリーズNo.32 (일본어). 新人物往来社. 1996.